# Kauxwhi
Kauxwhi é uma vila localizada no Distrito do Noroeste em Botswana. Possuía, em 2011, uma população estimada de 2 040 habitantes.